# 雀鹀屬
雀鵐屬（學名：Spizella）是雀鵐科下一個屬，是一群分布在新世界的雀鳥。
這種屬下的鳥類，體型較小而細長，鳥喙短、頭部渾圓、翅膀較長。牠們通常出現在半開闊環境，在繁殖期外經常成群結隊的覓食。

## 分類學
本屬跟雀鵐科所有屬曾跟舊世界的鵐一同分類為鵐科（Emberizidae），不過根據2013年起的基因組研究顯示本屬連同整個新世界的鵐科物種應單獨建立成新科，至此分類上和所有舊世界的物種分道揚鑣。原先樹雀鵐亦屬於本屬的一部分，但現在依現時研究重新分類為自己的屬。

## 下屬物種
本屬包括以下物種：
- 棕顶雀鹀 S. passerina (Bechstein, 1798)
- 褐雀鹀 S. pallida (Swainson, 1832)
- 黑颏雀鹀 S. atrogularis (Cabanis, 1851)
- 田雀鵐 S. pusilla (Wilson, A, 1810)
- 布氏雀鹀 S. breweri Cassin, 1856
- 沃氏雀鹀 S. wortheni Ridgway, 1884